# Buchenwälder im Rosengarten
Die Buchenwälder im Rosengarten sind ein Naturschutzgebiet in der niedersächsischen Gemeinde Rosengarten im Landkreis Harburg.

## Allgemeines
Das Naturschutzgebiet mit dem Kennzeichen NSG LÜ 258 ist 285 Hektar groß. Es ist nahezu deckungsgleich mit dem FFH-Gebiet „Buchenwälder in Rosengarten“ und vollständig vom Landschaftsschutzgebiet „Rosengarten-Kiekeberg-Stuvenwald“ umgeben. Das Gebiet steht seit dem 2. Dezember 2003 unter Naturschutz. Zuständige untere Naturschutzbehörde ist der Landkreis Harburg.
Das Naturschutzgebiet liegt südlich von Hamburg in den Harburger Bergen. Es wird von Buchenwäldern auf welligen Endmoränenrücken geprägt und ist Teil eines der größten Buchenwaldkomplexe des norddeutschen Tieflandes. Im Schutzgebiet findet sich ein überdurchschnittlich hoher Anteil von Alt- und Totholz. Teile der Wälder im Norden des Schutzgebietes sind als Wirtschaftswald ausgewiesen.